# Ionică Lambru
 Ionică Lambru din Ostrovu, Mehedinți, a fost unul dintre cei mai renumiți haiduci olteni.